# Sylvain Kahn

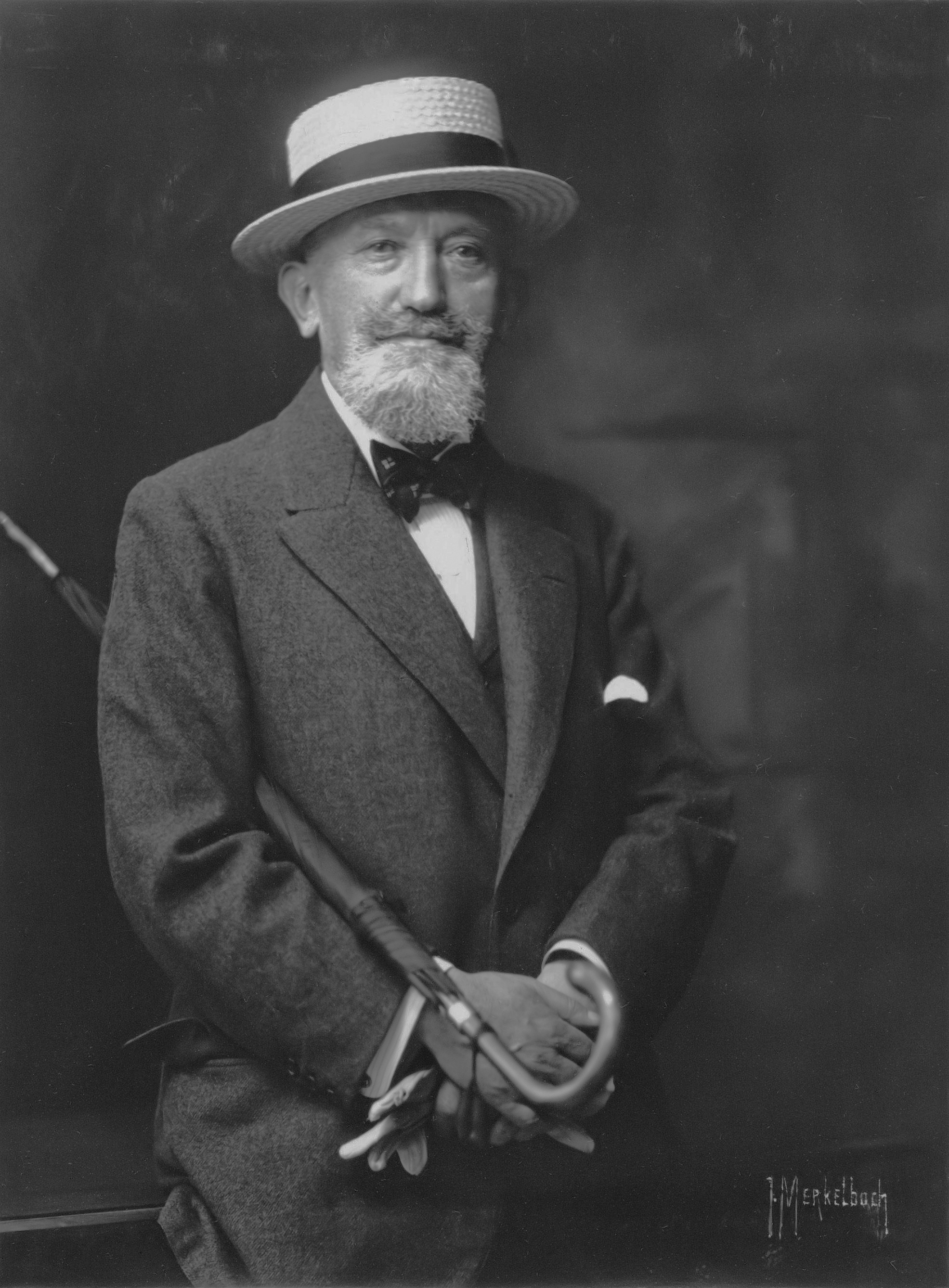
Sylvain Kahn (1916)

Sylvain Kahn (Schirrhoffen (Elzas), 17 juli 1857 – Amsterdam, 3 december 1929) was een joodse, uit de Elzas afkomstige, zakenman. 

## Werk
In 1873 ging Sylvain Kahn werken bij modehuis Hirsch & Cie in Brussel, waar hij verantwoordelijk werd voor de inkoop van stoffen. In 1882 vestigde hij samen met Sally Berg, die hij bij het Brusselse modehuis had leren kennen, een eigen vestiging van Hirsch & Cie aan het Leidseplein in Amsterdam. Hirsch & Cie richtte zich op maatkleding naar Frans model voor de Nederlandse elite. Onder andere de koninginnen Emma, Wilhelmina en Juliana en de artieste Mata Hari waren klant bij het modehuis.
Samen met Sally Berg kocht Sylvain Kahn in 1895 het Weense modehuis Drecoll. In 1902 openden zij ook een vestiging van Drecoll in Parijs. 
De zaken gingen goed, waardoor Sylvain Kahn en Sally Berg een heel nieuw gebouw konden laten bouwen, dat ontworpen was door architect A. Jacot. Bij de opening van het nieuwe Hirschgebouw organiseerde het modehuis de eerste modeshow die ooit in Nederland was gehouden.

## Persoonlijk leven

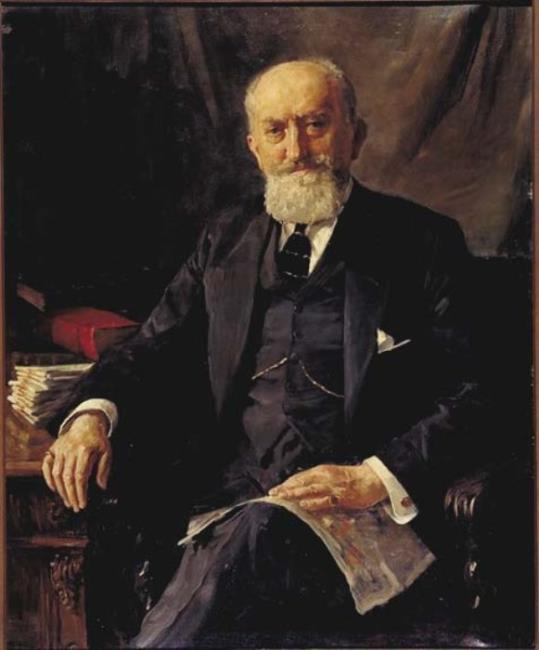
Portret van Sylvain Kahn door Baruch Lopes de Leao Laguna

In 1885 trouwde Sylvain Kahn met de Duitse Julie Berg, een zus van zijn compagnon Sally Berg. Uit dit huwelijk werden vijf kinderen geboren, van wie vier de volwassen leeftijd bereikten: Bernard Arnold (1884-1941), Caroline Alice (1887-1972), Henri René (1888-1970), Salomon Paul (1892-1893) en Sophie Marthe (1893-1943). 
Het gezin Kahn woonde aanvankelijk boven de winkel op het Leidseplein, maar kocht in 1897 het huis aan de P.C. Hooftstraat 183, waar tegenwoordig centrum De Roos is gevestigd. Het huis werd vervolgens uitgebreid tot aan de Van Eeghenlaan, voordat Sylvain Kahn er in 1898 met zijn familie ging wonen. Deze uitbreiding was een ontwerp van de Amsterdamse architect Gerrit van Arkel.
In 1912 volgde een nieuwe verbouwing, waarbij een grote serre op de eerste verdieping wordt toegevoegd en het interieur van de salons wordt vernieuwd. Het ontwerp hiervoor was van architect A. Jacot, die ook verantwoordelijk was voor het nieuwe Hirschgebouw.
In 1922 werd Sylvain Kahn geportretteerd door Baruch Lopes de Leao Laguna. Dit schilderij bevindt zich in de collectie van het Joods Museum, Amsterdam.
Sylvain Kahn stierf in 1929. Tot zijn dood bleef hij deel uitmaken van de directie van Hirsch.